# Peng Tö-huaj
Peng Tö-huaj (magyaros átírás: Peng Tö-huaj, egyszerűsített kínai: 彭德怀; hagyományos kínai: 彭德懷; pinyin: Péng Déhuái; Wade–Giles: P'eng Te-huai), (Sihsziang (Shixiang), Hsziangtan (Xiangtan), 1898. október 24. – Peking, 1974. november 29.), kínai hadvezér, marsall, politikus, a Kínai Népköztársaság honvédelmi minisztere 1954-től 1959-ig.
Szegényparaszti családból származott. Tizenhat éves korában megélhetési okokból lett katona egy hadúr seregében. Hamarosan kitűnt katonai tehetségével, ezért felettesei katonai képzésben is részesítették, és ezt követően gyorsan emelkedett a ranglétrán. 1926-ban egységével csatlakozott a Kuomintanghoz. Baloldali érzelmei miatt kedvezően fogadta a kommunisták közeledését, és 1928-ban a KKP titkos tagja lett, majd egész egységével együtt átállt. Ezután jelentős katonai szerepet játszott a kínai polgárháborúban a kommunista bázisterületek kialakításában és védelmében, a hosszú menetelés során, majd a Kínai Népköztársaság megalakulása után a koreai háborúban részt vevő kínai „önkéntesek” parancsnokaként.
A nagy ugrás idején szembefordult Mao Ce-tung (Mao Zedong) politikájával, emiatt kegyvesztett lett, leváltották és házi őrizetbe került. 1965-ben Mao lépéseket tett a reaktiválására, és kisebb feladattal bízta meg. A kulturális forradalom kezdetén, 1966-ban azonban újra támadások kereszttüzébe került. Hívei figyelmeztetése ellenére nem menekült el a vörösgárdisták elől, akik – elsősorban Csiang Csing (Jiang Qing) nyomására – letartóztatták, nyilvánosan megalázták és kínzásoknak vetették alá. 1974-ben börtönkórházban halt meg, ahol Mao utasítására megvonták tőle az érdemi kezelést. 1978-ban rehabilitálták.

## Ifjúkora
Kisparaszti családba született, apja nem egészen egy hektár öntözött földön gazdálkodott, és emellett kis élelmiszerboltja volt. Ebből tartotta el családját, négy fiát, szüleit, nagyanyját és egy nagybátyját, aki részt vett a Tajping-felkelésben, és annak egyenlősítő eszméiről sokat mesélt a fiatal Tö-huaj (Dehuai)nak. Peng maga később osztályhátterét „alsó-középparasztinak” nevezte.
1905 és 1907 között Peng Tö-huaj (Peng Dehuai) hagyományos, konfuciánus elemi iskolába járt, majd beíratták egy modern iskolába is, de azt hamarosan el kellett hagynia a család egyre romló anyagi helyzete miatt. Tízéves korában már munkát vállalt, egy pár vízibivalyt gondozott.
Amikor a nagybácsi meghalt 1911-ben, Peng elhagyta otthonát és egy szénbányába ment dolgozni. A bánya azonban hamarosan csődbe ment, Peng hazatért, és alkalmi munkákat vállalt. 1913-ban, amikor a környéket aszály sújtotta, részt vett egy tüntetésen, ami egy helyi gabonakereskedő raktárainak feltörésébe és a gabona szétosztásába eszkalálódott. Elfogatóparancsot adtak ki ellene, ezért elmenekült, és a tartomány északi részén dolgozott építőmunkásként. 1916-ban tért vissza szülőföldjére, ahol csatlakozott a helyi hadúr csapataihoz.

## Katonai pályafutásának kezdetei
A hadúri seregben rendszeres, bár minimális zsoldot kapott, amiből a családját is támogatta. Egyik nemzeti érzelmű, idealista tisztjének példája, aki részt vett az 1911-es kínai forradalomban is, befolyásolta őt abban, hogy szimpatizáljon a Kuomintang céljaival, a nemzet egyesítésével és a társadalmi reformok szükségességével. A polgárháború egyik 1917-es fordulata során Peng ezrede Szun Jat-szennel szövetséges erők oldalára állt. Peng egyik tisztje formális katonai oktatásban is részesítette őt, majd 1919-ben előléptették főtörzsőrmesternek és helyettes szakaszparancsnoknak. A csapatok közben jelentős sikereket értek el, elfoglalták Csangsa (Changsha) tartományi központot.
Peng közben részt vett egy, az elmaradt zsoldok miatt kirobbant félresikerült lázadásban is, de megbocsátottak neki. 1921-ben alhadnagy, majd helyettes századparancsnok lett. Katonái szálláshelyén beavatkozott egy konfliktusba a helyi szegényparasztok és egy önkényeskedő földesúr között, akit kivégeztetett. Emiatt fegyelmi büntetést kapott, de nem váltották le.
1923-ban saját kezdeményezésére elvégezte a Hunan tartományi katonai akadémiát, majd századosként tért vissza régi egységéhez, ami a polgárháború fordulatai után csatlakozott a Kuomintang Nemzeti Forradalmi Hadseregéhez.
Peng sikerrel vett részt, immár őrnagyként, a Kuomintang hadseregének különböző harcaiban. Politikailag a Kuomintang balszárnyához tartozónak tekintette magát, ezért egy ideig ellenállt a Kínai Kommunista Párt káderei részéről érkező meghívásoknak, de végül 1928-ban titokban csatlakozott a KKP-hoz.
1928 nyarán Peng, immár ezredesként, azt a feladatot kapta Csang Kaj-sektől, hogy semmisítse meg az 1927-es sanghaji mészárlás után a hegyekbe menekült kommunista gerillákat. Peng ehelyett július 22-én 2000 emberével átállt a kommunisták oldalára, kikiáltotta a „Hunan tartományi szovjet kormányt”, kivégeztetett több mint 100 helyi földesurat és milicistát. Korábbi parancsnoka azonban megtámadta a csapatait és súlyos veszteségeket okozott nekik. Októberre már csak néhány száz követője maradt a hegyekben, de ő végül 1928 novemberében velük együtt csatlakozott Mao Ce-tung (Mao Zedong) és Csu Te (Zhu De) csapataihoz a Csingkang (Jinggang) hegyekben, Csianghszi (Jiangxi) tartományban.

## A kínai Vörös Hadsereg tisztjeként

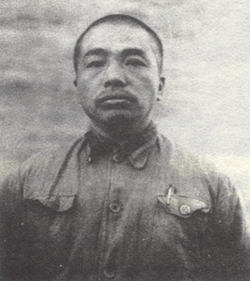
30-as évei derekán már a Vörös Hadsereg egyik legfontosabb katonai vezetője volt

A Kínai Kommunista Párt hadserege ebben az időben igen súlyos helyzetben volt, Csang Kaj-sek csapatai körülvették Mao erőit. Peng Tö-huaj (Peng Dehuai), még mielőtt találkozhatott volna Maoval, megtörte az őt körülvevő blokádot és elűzte az ottani Kuomintang-csapatokat. Ezután együttesen szervezték újjá az erőiket és új bázisterületet hoztak létre Zsujcsin (Ruijin) városa körül 1929 januárjára.
1930. július 13-án Li Li-szan (Li Lisan), a Kínai Kommunista Párt akkori vezetője, aki Sanghaj (Shanghai) francia koncessziós területén élt, általános támadásra adott utasítást a kommunista erők számára azzal, hogy egy „országos forradalmi vihar” keretében foglaljanak el egy-egy tartományi központot. Peng komolyan vette ezt a parancsot és a hónap végére nagy áldozatok árán el is foglalta Csangsa (Changsha) tartományi székhelyet, amit Ho Csien (He Jian) tábornok védelmezett, aki korábban felettese volt a Kuomintang seregében. Hamarosan azonban ki kellett ürítenie a várost a Kuomintang nagyszabású ellentámadása miatt.
Csang Kaj-sek túlerőben lévő csapatai az egyik bekerítő hadjáratot a másik után indították a kommunisták bázisterületei ellen. Peng ezekben a harcokban bizonyította kiemelkedő katonai képességeit. A kommunista csapatok egy másik jelentős vezetője volt ebben az időben Lin Piao (Lin Biao).
1933 októberében Csang Kaj-sek megindította ötödik bekerítő hadműveletét, és túlnyomó katonai fölénye miatt a kommunistáknak, nagy viták után, le kellett mondaniuk bázisterületeik védelméről. Kitörtek a gyűrűből, és megindították a hosszú menetelést, ami az egyedüli módja volt erőik egy része átmentésének. A kemény küzdelmek során a Peng parancsnoksága alatt lévő 18 000 emberből is csak körülbelül 3000 érkezett vele együtt a hadjárat végpontjára, Senhszi (Shaanxi) tartományba 1935 októberére.
Peng a hosszú menetelés során határozottan támogatta Maot, a nagy jelentőségű cunji (zunyi) pártkonferencián is. Mao a maga részéről nagyra értékelte Peng katonai tehetségét, és egy fontos, győztes csata után verset is írt a tiszteletére.
1936-ban Edgar Snow amerikai újságíró is találkozott Penggel és hosszabb időt együtt töltöttek. Híres könyvében, a Vörös csillag Kína felett című kötetben Edgar Snow hosszabban emlékezett meg Pengről, minta bármely más kínai vezetőről Maon kívül.
Az 1937 és 1945 között zajlott második kínai–japán háború során a kommunisták és a Kuomintang nagyrészt félretették ellentéteiket és együttműködve harcoltak a japánok ellen. Peng Tö-huaj (Peng Dehuai) e háború során az egyesült kínai hadsereg egyik vezető tábornoka volt. 1940 őszén ő vezette a kommunisták legnagyobb hadműveletét e háború alatt, az úgynevezett száz ezred harcát. Bár Mao támogatta a művelet megindítását és üdvözölte annak sikereit, a részleges kudarc után visszahívta Peng Tö-huaj (Peng Dehuai)t Jenan (Yan'an)ba és ott a hírhedt bírálat-önbírálat kampányok egyikének vetette alá. Ennek során Pengnek negyven napig kellett hallgatnia és tűrnie a gyűléseken a bírálatokat, amikre érdemben nem válaszolhatott, csak önkritikát gyakorolhatott. Peng sokáig emlegette ezt a megpróbáltatást és a maga nyers modorában alkalomadtán durva szemrehányásokat tett Maonak.
1942–1945 között Peng főleg politikai munkát végzett, szorosan együttműködve Maoval. 1944 júniusában a kínai delegáció tagjaként találkozott a Jenan (Yan'an)ba látogató amerikai katonai megfigyelő csoporttal (Dixie Mission) és tájékoztatta őket a japán megszállás alatt álló kínai területek helyzetéről.

### Győzelem a Kuomintang felett
A japánok Kínában 1945. szeptember 3-án tették le a fegyvert. A kommunisták és a Kuomintang kelletlen szövetsége véget ért, és megkezdődött a kínai polgárháború újabb, végső szakasza. Októberben Peng átvette a parancsnokságot az Észak-Kínában található kommunista egységek felett, és elfoglalta Belső-Mongóliát, lefegyverezve az ottani japán csapatokat. 1946 márciusában újjászervezték a már 1,1 millió főt számláló kínai kommunista haderőt, megalakult a Népi Felszabadító Hadsereg. Peng parancsnoksága alá 175 000 katona tartozott, akikből megszervezte az „északnyugati hadsereget”.
A polgárháború e szakaszának kezdetén a Kuomintang erői túlnyomó, 2,2-szeres fölényben voltak, és általános támadást indítottak a kommunisták egységei, valamint általuk ellenőrzött területek ellen. Peng rosszul felszerelt erőivel védelmezte Jenan (Yan'an)t, a kommunisták „fővárosát”, amit a neves Kuomintang-hadvezér, Hu Cung-nan (Hu Zongnan) támadott 260 000 jól képzett és jól felszerelt katonával. A tábornok közvetlen környezetében tevékenykedett azonban Hsziung Hsziang-huj (Xiong Xianghui), Csou En-laj (Zhou Enlai) kémje, aki részletesen tájékoztatni tudta a kommunistákat a támadási tervekről. Pengnek így is fel kellett adnia Jenan (Yan'an)t, de elég ideig tudta védeni ahhoz, hogy Mao és a párt vezetése kiüríthesse. Mao eleinte azonnali, döntő összecsapásra buzdította Penget, ő azonban kitért ez elől, és Hu túlerőben lévő csapataival szemben inkább a kifárasztás taktikáját választotta, amivel később Mao is egyetértett. Május 4-én Peng erői elfoglalták a Kuomintang egy raktár-bázisát Senhszi (Shaanxi) tartomány északi részén, ahol 40 000 egyenruhát, számos fegyvert, és több mint egymillió tüzérségi lőszert zsákmányoltak. Peng végül a Sacsiatien (Shajiadian) mellett vívott csatában döntő vereséget mért ellenfelére és 1948 februárjára kiűzte a Kuomintang csapatait a tartományból.
Peng csapatai 1947 és 1949 szeptembere között elfoglalták Kanszu (Gansu), Ninghszia-Huj Autonóm Terület (Ningxia) és Csinghaj (Qinghai) tartományokat is. A Kuomintang itteni csapatait azonban nem sikerült teljesen megsemmisítenie, azok Szecsuan (Sichuan) tartományba vonultak vissza, majd onnan zömüket légihídon menekítették Tajvan szigetére az amerikaiak segítségével. Csang Kaj-sek teljes veresége után október 1-én Pekingben kikiáltották a Kínai Népköztársaságot. Peng csapatai azonban csak ezután jutottak el Hszincsiang (Xinjiang) területére. Az itteni ujgur etnikumú iszlám fegyveres erők egy része békésen átállt és új egységként besorozták őket Peng seregébe, más részük azonban folytatta a fegyveres függetlenségi harcot a kínai hódítókkal szemben. A tartomány egészét csak 1951 szeptemberére sikerült pacifikálni.
A KNK megalapítása után Peng Északnyugat-Kína, valamint Xinjiang (Hszincsiang), azaz a csapatai által meghódított ötmillió négyzetkilométeres, de csak 30 milliós lakosságú terület katonai és közigazgatási vezetője lett. Székhelyét Hszian (Xian) városában alakította ki.

### Koreai háború
1950 júniusában kitört a koreai háború, Észak-Korea megtámadta Dél-Koreát. Az északi fél kezdeti sikerei után a déli oldal az Egyesült Államoknak az ENSZ zászlaja alatt nyújtott támogatásával megfordította a háború menetét és egészen a kínai határig tört előre.
A kínai vezetés körében vita alakult ki a teendőkről. Mao Ce-tung (Mao Zedong) és Csou En-laj (Zhou Enlai) a katonai segítségnyújtás mellett foglalt állást, mások azonban óvatosabb magatartást javasoltak, így Mao helyettese, Liu Sao-csi (Liu Shaoqi) és Csu Te (Zhu De) tábornok is ellenezte a katonai intervenciót. Mao Lin Piao (Lin Biao)t akarta felkérni a kínai csapatok irányítására, de ő egészségi állapotára hivatkozva ezt nem vállalta. Mao ezután Pekingbe hívatta északnyugati bázisáról Peng Tö-huaj (Peng Dehuai)t, aki végül a segítségnyújtás mellett foglalt állást, és ezzel megváltoztatta a vita menetét.
Kína végül Peng Tö-huaj (Peng Dehuai) parancsnoksága alatt először mintegy 450 ezer, a háború alatt összesen három millió katonát vetett harcba. A hadjáratok során Peng eleinte jelentős sikereket ért el, és gyorsan elérte a 38. szélességi kört. Mao ezzel nem elégedett meg, és Peng véleménye ellenére ragaszkodott a támadás folytatásához. A harc ezután váltakozó sikerrel folyt, de végül, mindkét fél, de különösen a sokkal rosszabbul felszerelt északi oldal súlyos veszteségei nyomán, nagyjából visszaállt a háború kitörése előtti határvonal a 38. szélességi kör közelében.

## Honvédelmi miniszterként
1952 áprilisában Penget visszahívták Pekingbe és júliusban megbízást kapott a Központi Katonai Bizottság napi ügyeinek intézésére. 1954 tavaszán formálisan is ennek a legfontosabb katonai vezető szervnek az elnökhelyettese lett (az elnöki posztot maga Mao töltötte be, és azóta is tradíció, hogy a Központi Katonai Bizottság elnöke a párt és az állam legfelső vezetője). 1954. szeptember 24-én az Országos Népi Gyűlés is megerősítette ebben a tisztségében, továbbá kinevezte védelmi miniszternek (korábban ezt a posztot is Csou En-laj (Zhou Enlai) töltötte be a miniszterelnöki pozícióval együtt) valamint az Államtanács tíz alelnökének egyike is lett. Peng a kinevezése után közvetlenül, már október 1-én meghirdette a kínai haderő nagyszabású, szovjet modell alapján történő modernizációjának programját.

### Politikai tevékenysége

A koreai háborúból hazatérve, fokozatosan feszültségek alakultak ki Peng (balra) és Mao között politikai kérdésekben

Peng 1934-től póttagja, majd 1938-tól teljes jogú tagja volt a KKP Központi Bizottságának. 1945-ben a Politikai Bizottságnak is tagja lett, de csak 1953-tól kapcsolódott be aktívan a belpolitikai életbe, amikor is a Kínai Népi Felszabadító Hadsereg parancsnoka lett és Pekingbe költözött.
Peng Mao hűséges támogatója volt az 1935-ös, a hosszú menetelés során tartott Cunji (Zunji) konferenciától kezdve, és Pekingbe költözése után is sokáig Mao feltétlen híve maradt. Az 1954-ben kirobbant belpolitikai botrány, az úgynevezett Kao–Zsao (Gao–Rao) ügy során Peng (akárcsak Lin Piao (Lin Biao) eleinte támogatta ezt a két magas beosztású kínai pártvezetőt, Kao Kang (Gao Gang)ot és Zsao Su-si (Rao Shushi)t, akik Liu Sao-csi (Liu Shaoqi) és Csou En-laj (Zhou Enlai) ellen szervezkedtek. Amikor azonban Mao világossá tette, hogy nem támogatja őket, Peng is megvonta támogatását tőlük. A bonyolult, és a nyilvánosság előtt a 21. század elején sem tisztázott ügy egyik fejleményeként azonban Peng és Lin között is ellentétek alakultak ki. 1955-ben Peng támogatta Mao törekvéseit a mezőgazdaság kollektivizálására, de nem volt a híve a kulturális liberalizáció rövid életű szakaszának, az 1957-es Virágozzék száz virág kampánynak.
Az 1950-es évek felé Peng számára egyre taszítóbb lett Mao fokozódó személyi kultusza, az a törekvés, hogy Mao személyét állítsák be a párt és az ország minden sikere végső, sőt közvetlen forrásának. Peng a maga részéről számos esetben igyekezett is tompítani ennek a vadhajtásait. A hadsereg történetéről megjelenő könyv előszavából például kihúzatta a Mao személyes szerepét dicsőítő részeket, majd köröztetett egy kínai állampolgártól kapott levelet, amelyben az illető helytelenítette Mao képeinek kifüggesztését mindenhová, és a róla szóló dicsőítő dalok éneklését.

### Katonai tevékenysége

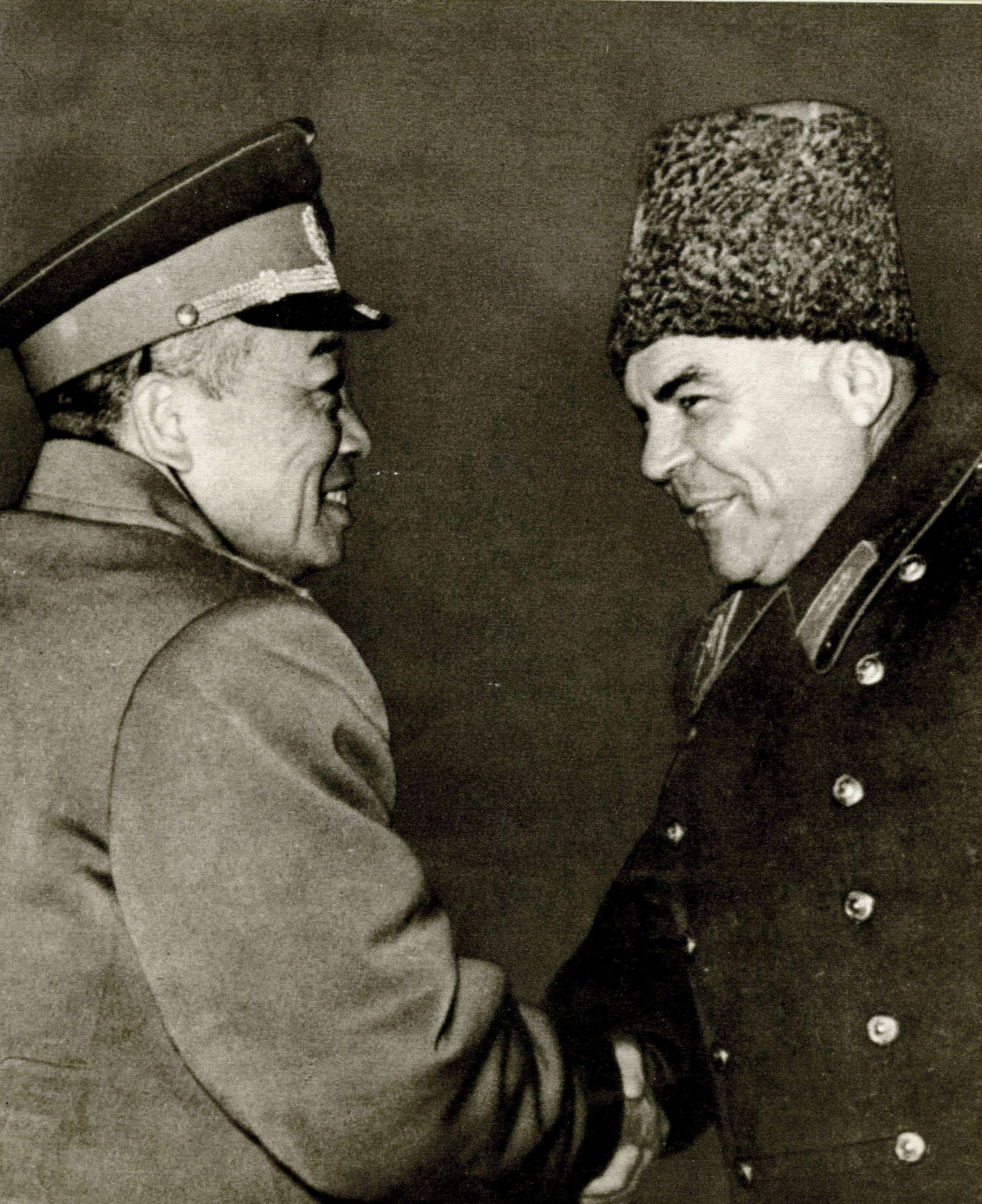
Peng védelmi miniszterként találkozik Malinovszkij szovjet marsallal

Peng védelmi miniszterként került szembe a Kuomintang által ellenőrzött, közvetlen a kínai szárazföld partja mentén elterülő szigetek problémájával. Az Egyesült Államok a koreai háború kitörése, illetve az ott a kínai hadsereggel vívott harcok nyomán kezdett nagy figyelmet fordítani Tajvan stratégiai jelentőségére. 1954 decemberében amerikai-tajvani kölcsönös védelmi szerződést hoztak tető alá, amiben az USA határidő nélküli védelmi kötelezettséget vállalt az NFH támadásával szemben és légi, valamint haditengerészeti támaszpontok létesítésére kapott jogot a szigeten. A kínai hadsereg Peng minisztersége alatt, 1954 végén – 1955 elején, mintegy kipróbálandó az amerikai–tajvani szerződés hatékonyságát, sikeres deszanttámadást intézett a Csöcsiang (Zhejiang) tartomány partjainál elterülő néhány kisebb sziget, a Tacsen (Dachen) szigetcsoport ellen, amelyekről a Kuomintang a part menti hajózást akadályozni tudta. Az Egyesült Államok azonban a 7. flotta mozgósításával hamarosan véget vetett ezeknek az akcióknak.
Védelmi miniszteri minőségében egy sor külföldi utat tett a korabeli szocialista országokban, ekkor utazott először külföldre Észak-Koreán kívül. 1955 májusában felkereste az NDK-t, Lengyelországot és a Szovjetuniót, találkozott Wilhelm Pieck, Józef Cyrankiewicz, Nyikita Szergejevics Hruscsov kommunista vezetőkkel, valamint Rokosszovszkij és Zsukov szovjet marsallokkal. 1955 szeptemberében megfigyelőként részt vett a Varsói Szerződés aláírásán. 1957 november 2 és december 3 között elkísérte Mao elnököt második szovjetunióbeli látogatására. 1959 áprilisától júniusáig katonai „jószolgálati küldöttség” élén körutat tett Lengyelországban, az NDK-ban, Csehszlovákiában, Magyarországon, Romániában, Bulgáriában, Albániában, a Szovjetunióban és Mongóliában. Látogatásának magyarországi szakasza ahhoz is hozzájárult, hogy ez év őszén alakult meg a Magyar–Kínai Baráti Társaság.
Peng már első külföldi körútja után, 1955 szeptemberétől elkezdte bevezetni a „négy nagy rendszernek” nevezett reformjait a kínai haderőben. Ezek a rendfokozatok, az illetmények, a kitüntetések és a sorozás rendszerének egységesítését foglalták magukba. Létrehozták a marsalli rendfokozatot (jüan suaj (yuan shuai)) is, amit tíz veterán kommunista hadvezér kapott meg, köztük maga Peng is. Még egy ennél magasabb rendfokozatot is kreáltak elméletben, ami az európai generalisszimusz címnek felelne meg (ta jüan suaj (da yuan shuai)), és amit Maonak szántak a rendszer megalkotói, de az elnök ezt nem fogadta el. Általában is ellenezte a külföldi mintákat követő katonai reformokat, de elégedetlenségét kezdetben két másik nagy tekintélyű katonai vezetőre összpontosította az új marsallok közül, Liu Po-cseng (Liu Bocheng)re és Lo Zsung-huan (Luo Rong-huan)ra, akiket dogmatizmussal vádolt meg, a szovjet tapasztalatok „kritikátlan átvétele” miatt. 1958-ban Mao meggyőzte Penget arról, hogy Liut le kell váltani. Liu elmozdítása kedvezőtlen visszhangot váltott ki hívei körében, akik a védelmi miniszter ellen fordultak, és ezt Mao később, Peng eltávolításakor, sikerrel hasznosította a maga javára.
1958 nyarán Mao úgy döntött – főleg bel- és külpolitikai okokból, a nagy ugrás és a kínai–szovjet kapcsolatok nehézségei miatt –, hogy a Fucsien (Fujian) partjától csak néhány kilométerre fekvő, de Kuomintang kezén maradt, azaz tajvani közigazgatás alatt álló Csinmen-szigeteket és Macu-szigeteket meg kell támadni. Peng miniszterként Szu Jü (Su Yu) vezérkari főnökre bízta a támadás terveinek kidolgozását. Ezek alapján augusztus végén a szárazföldi Kína partjairól messze hordó tüzérséggel kezdték lőni a két szigetcsoportot, ezzel tervezték megtörni ellenállásukat.
A támadáshoz egész Kínából összevonták a rendelkezésre álló tüzérség több mint felét, és egy hónapig ágyúzták a két szigetcsoportot, de így is kudarcot vallottak. Az Egyesült Államok légi és tengeri támogatást nyújtott a Kuomintang erőinek egészen a kínai partoktól három mérföldnyi távolságig. A tajvani légierő a KNK 37 repülőgépét lőtte le, míg ők csak három gépet vesztettek. A Szovjetunió sem adott egyértelmű politikai támogatást a vele nem egyeztetett akcióhoz. A szigetekre telepített tajvani tüzérség a kommunista erők 14 hadihajóját semmisítette meg.
Peng maga kezdettől fogva nem értett egyet a művelettel, és igyekezett fokozatosan befejezni a támadást. A két fél tűzszünetek sorozatát jelentette be, majd kezdték újra az ágyúzást, de októberre végére végleg megszűntek a harcok. A kudarcért a vezérkari főnöknek kellett távoznia, de Peng személyes presztízse is csorbát szenvedett, sőt a hadsereg modernizálására tett erőfeszítéseire is árnyék vetült.

## Politikai bukása
1957 őszén indította meg Mao a nagy ugrás politikáját, ami a gazdasági fejlődés ugrásszerű meggyorsítására, végső soron a kommunizmus néhány éven belüli felépítésére irányult, elsősorban a kollektivizáció kiterjesztése révén. Ezek az utópista, voluntarista tervek hamarosan nagy nehézségekbe ütköztek. A gazdasági realitások figyelmen kívül hagyása 1959-re már tízmilliók éhhalálához vezetett.
Peng kezdetben nem ellenezte Mao terveit, 1958 tavaszán azonban, rendszeres vidéki katonai ellenőrző körútjai során, felfigyelt a súlyos problémákra, és a maga nyers modorában a nyilvánosság előtt is szóvá tette azokat, sőt kínai szokás szerint – verset is írt a fenyegető katasztrófáról.
| Kínai                                                              | Magyar (prózafordításban) |
| 谷撒地，薯叶枯 青壮炼铁去 收禾童与姑 来年日子怎么过 请为人民鼓咙胡 | A vetőmag a földön hever, a jamgyökér levelei elfonnyadtak; Az erős ifjak acélt készíteni mentek; A gabonát csak a gyerekek és az asszonyok takarítják be; Hogy élik majd túl így a jövő évet? Engedtessék meg nekem, hogy a népért felemeljem hangomat! |
|                                                                    | |

1958 március végén a Politikai Bizottság Sanghaj (Shanghai)ban tartott kibővített ülésén már Mao jelenlétében is kritizálta az elnököt, szemére vetette a kollektív vezetés elvének figyelmen kívül hagyását. Azonban az 1959 április végétől június közepéig tartó, fent említett külföldi körútja miatti hosszú távollétét Mao fel tudta használni arra, hogy politikai kampányt szervezzen ellene.
A leszámolásra az 1959. júliusi lusan (lushan)i pártkonferencián került sor. Peng itt is keményen bírálta a nagy ugrás során elkövetett hibákat, és személy szerint Mao Ce-tung (Mao Zedong)ot is. A hetekig tartó tanácskozás-sorozat alatt azonban Maonak fokozatosan sikerült maga mellé állítani a többséget, nem riadva vissza a polgárháborúval való fenyegetéstől sem. Végül sikerült elérnie, hogy a többség elítélte a „Peng Tö-huaj (Peng Dehuai) vezette pártellenes csoportot” és annak tagjait felmentették állami tisztségeik alól is. Peng utódja a védelmi miniszteri poszton addigi helyettese, Lin Piao (Lin Biao) lett, aki a pártvezetésben már eddig is magasabb tisztséget töltött be a PB Állandó Bizottságának tagjaként, mint minisztere. Lin visszafordította a hadsereg modernizációs, illetve a szovjet tapasztalatokra építő folyamatait, és Mao útmutatásainak szellemében visszatért a népi hadviselés tradícióihoz. Miniszteri posztját Mao személyi kultuszának minden módon történő erősítésére használta fel.
Peng és Mao összecsapása, az egész lusan (lushan)i pártkonferencia vízválasztó lett a kínai politika alakulásában. Mao Ce-tung (Mao Zedong) végleg szakított a pártbeli konszenzusra való törekvéssel. Peng helyzetét az is súlyosbította, hogy a kínai-szovjet kapcsolatok is éppen az ő hazaérkezése után éleződtek ki, mivel a Szovjetunió felmondta az atomfegyver technológiájának átadásáról korábban Kínával megkötött egyezményt.
Peng Tö-huaj (Peng Dehuai) politikai bukása nem járt fizikai megsemmisítéssel, mint az a sztálini terror idején szokásos volt a Szovjetunióban. Vidéken élt házi őrizetben egy titkárral és egy testőrrel. Felesége Pekingben dolgozott tovább, csak ritkán látogathatta. Peng felújította a házát, ahol lakott, kertészkedett, olvasott, tanult. 1960-ban részt vehetett egy veterán politikustársa, Lin Po-csü (Lin Boqu) temetésén.
Formálisan még az Államtanácsnak és a Politikai Bizottságnak is tagja maradt, bár az értekezleteken nem vehetett részt, a dokumentumokat megkapta. Amikor pedig 1960–61-ben egyre nyilvánvalóbb lett a nagy ugrás kudarca, Mao ellenzéke újra megerősödött, főleg Teng Hsziao-ping (Deng Xiaoping) és Liu Sao-csi (Liu Shaoqi) személyében, és ezzel együtt Peng helyzete is javult.

### Részleges rehabilitáció
1965 szeptemberében Mao beleegyezett Peng rehabilitációjába és kinevezte őt egy délnyugat-kínai ipari fejlesztési projekt, az úgynevezett „Harmadik Front” élére. Peng kezdetben elhárította az ajánlatot, de Mao személyesen győzködte őt ennek fontosságáról, és arra is utalt, hogy megbánta Peng elítéltetését. Peng a projekt helyettes vezetője lett, és ennek megfelelő párttisztséget is kapott. Munkája a gyakorlatban a délnyugat-kínai tartományok ipari fejlesztési programjainak felügyelete volt, különösen tekintettel a hadiipari és logisztikai beruházásokra. Korábbi feladatainál ez természetesen jóval alacsonyabb beosztás volt, de visszatérést jelenthetett az országos politika színterére. Mindez azonban valójában csak figyelemelterelés lehetett a kulturális forradalom előkészítésén munkálkodó Mao részéről.
Peng aktívan dolgozott 1966 augusztusáig, amikor a kulturális forradalom vörösgárdistái a működési területén, Csengtu (Chengdu) városában megkezdték randalírozásaikat. Peng úgy döntött, hogy oda utazik rendet csinálni. Testőrsége, környezete figyelmeztette a veszélyekre, de ő úgy reagált, hogy egy kommunista nem riadhat vissza a tömegektől.

### Végleges bukása a kulturális forradalom idején
Peng lett a kulturális forradalom egyik első közszereplő áldozata. A vörösgárdisták elfogták, Pekingbe hurcolták, megkínozták, majd éveken át ismételten nyilvánosan megalázták, verték, táblával a nyakában mutogatták. A KKP főtitkársága igyekezett megmenteni őt, de a hatalom már kicsúszott a kezükből. Peng letartóztatása a kulturális forradalom egyik vezetője, Mao felesége, Csiang Csing (Jiang Qing) asszony személyes utasítására történt, aki erre a feladatra radikális vörösgárdistákat küldött Pekingből, mert a helyiek nem mutattak elég lelkesedést a népszerű vezető meghurcolására.
Peng ezután már élete végéig őrizetben maradt. 1969-ben külön vizsgálócsoportot hoztak létre „bűnei” feltárására. Számos alkalommal megíratták vele életrajzát. Gyakori erőszakos kihallgatásoknak vetették alá 1970-ben, aztán egy katonai különbíróság életfogytiglani börtönre ítélte. Az ítéletet Lin Piao (Lin Biao) vezérkari főnöke, Huang Jung-seng (Huang Yongsheng) azonnal jóváhagyta.
Lin Piao (Lin Biao) 1971-es bukása után a hadsereg vezetői megpróbáltak javítani Peng életkörülményein, de a megpróbáltatások évei alatt egészségi állapota súlyosan megromlott, valószínűleg gümőkórban és/vagy trombózisban szenvedett. Egészségi állapota tovább romlott 1974-ben, de Mao megtiltotta, hogy érdemleges kezelést kapjon, és hamarosan elhunyt. Megtagadták az utolsó kívánságát is, hogy legalább az ablakon át láthassa a napot és fákat (kórházi szobájának ablakait papírral beragasztották). Holttestét gyorsan elhamvasztották, hamvait idegen név alatt regisztrálták.

## Halála utáni rehabilitációja, emlékezete
A hatóságok Peng halálát is titokban tartották. Felesége, akit közben a vörösgárdisták munkatáborra ítéltek, majd vidékre telepítették, csak 1978-ban szerzett erről tudomást, amikor visszatérhetett Pekingbe és a halálhír nyilvánosságra került.
Mao 1976-os halálát rövid hatalmi harc követte, majd fokozatosan Teng Hsziao-ping (Deng Xiaoping) szerezte meg a legfőbb hatalmat. Teng egyik első és legfontosabb politikai célja a kulturális forradalom áldozatainak rehabilitálása volt. A KKP 1978 decemberében formálisan rehabilitálta Peng Tö-huaj (Peng Dehuai)t. Maga Teng Hsziao-ping (Deng Xiaoping) méltatta hosszasan személyét és cselekedeteit:

„Bátor volt a harcban, nyílt és egyenes, megvesztegethetetlen és feddhetetlen, önmagához szigorú. Gondoskodott a tömegekről, soha nem törődött a maga előnyével. Nem félt a nehézségektől, a súlyos terhektől. Forradalmi munkájában szorgalmas, becsületes volt, kiemelkedő felelősségérzettel.”

– Teng Hsziao-ping (Deng Xiaoping)

Teng a beszédét felhasználta Mao bírálatára is, hangsúlyozva, hogy az 1959-es határozat Peng bírálatára „teljesen hibás” volt, és „aláásta a párton belüli demokráciát”. 1979 januárjában a történészek feladatul kapták, hogy kutassák Peng életművét és domborítsák ki személyének pozitív vonásait. 1980-ban egy bíróság kilenc évre ítélte azt a vörösgárdistát, aki Peng letartóztatását irányította 1966-ban, „Peng Tö-huaj (Peng Dehuai) elvtárs üldözéséért és megkínzásáért”. 1986-ban Peng fennmaradt írásaiból, főleg a börtönben vele íratott önéletrajzokból egy „önéletrajzot” állítottak össze, amit Egy kínai marsall memoárjai címen adtak ki. 1988-ban születésének 90. évfordulójára bélyegsorozatot adtak ki róla. Születésének centenáriumán a pekingi katonai múzeumban szobrot állítottak tiszteletére. Szülőhelyén síremlékén elhelyezték bronzszobrát, körülötte emlékparkot létesítettek. A modern kínai történetírás Peng Tö-huaj (Peng Dehuai)t a 20. század egyik legnagyobb kínai katonai vezetőjének tartja.

## Fordítás
- Ez a szócikk részben vagy egészben a Peng Dehuai című angol Wikipédia-szócikk ezen változatának fordításán alapul.  Az eredeti cikk szerkesztőit annak laptörténete sorolja fel. Ez a jelzés csupán a megfogalmazás eredetét és a szerzői jogokat jelzi, nem szolgál a cikkben szereplő információk forrásmegjelöléseként.